# Gennadi Georgijewitsch Wassiljew

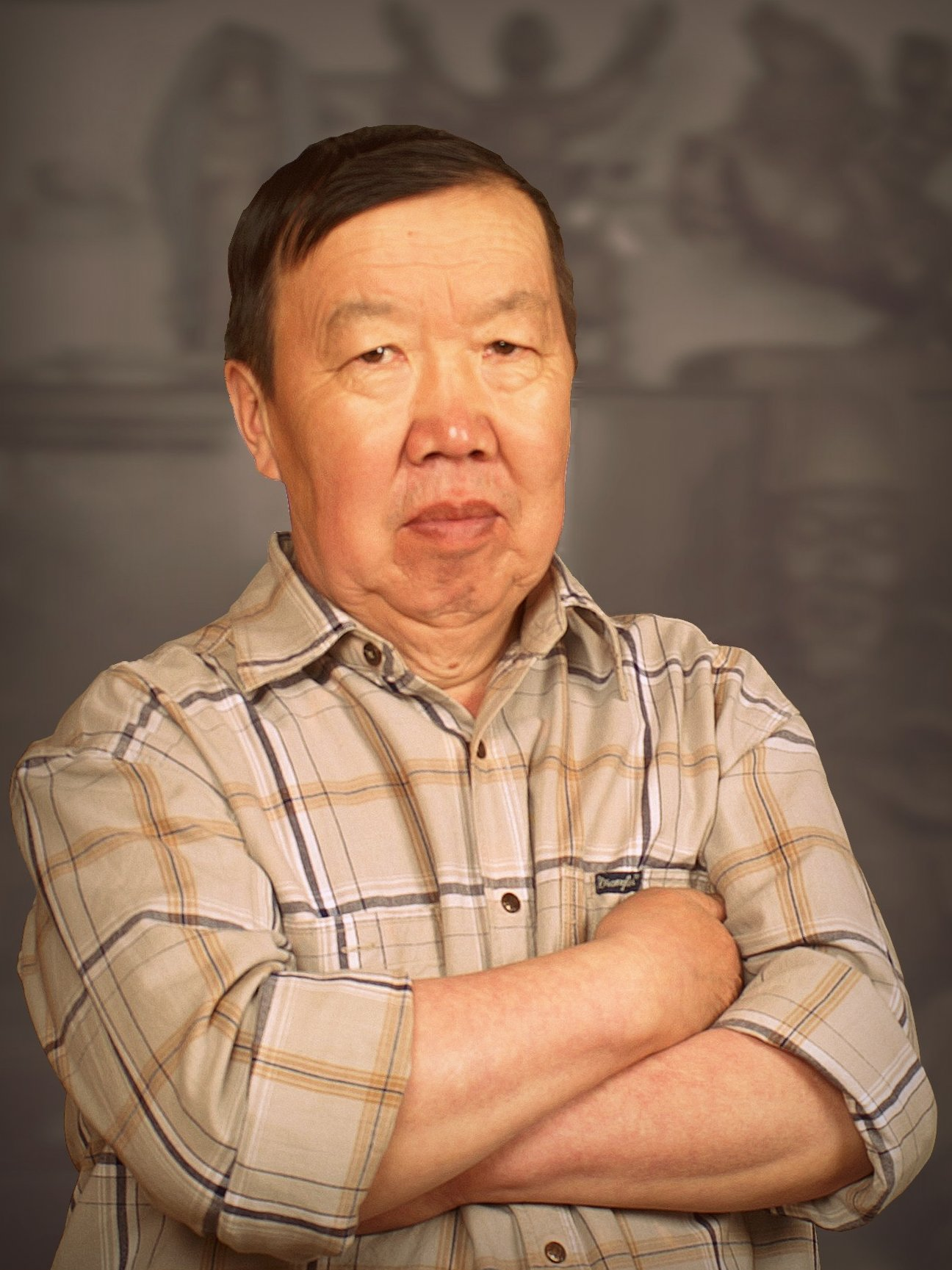
Gennadi Georgijewitsch Wassiljew

Gennadi Georgijewitsch Wassiljew (russisch Геннадий Георгиевич Васильев; * 2. Februar 1940 im Dorf Dodo-Ilka, Rajon Saigrajewo, Burjatische ASSR; † 30. Dezember 2011 in Ulan-Ude) war ein sowjetisch-russischer Bildhauer burjatischer Herkunft.

## Leben
Wassiljews Vorfahren waren burjatische Schmiedemeister.  Er begeisterte sich schon früh für die Kunst, wobei er von seinem Onkel, dem Maler Roman Merdygejew, unterstützt wurde. Nach der Ausbildung beim Silber-Prägemeister Dymbryl Badmajew begann er im Kooperativ-Artel Burpromsowet als Knochenschnitzer zu arbeiten.
1959 ging Wassiljew in die Oblast Archangelsk und studierte in Cholmogory an der Lomonossow-Knochenschnitzerei-Schule bei P. P. Stang. Nach dem Studienabschluss 1962 kehrte er nach Ulan-Ude zurück. Als Restaurator des Changalow-Heimatkunde-Museums lernte er die Werke burjatischer Meister kennen. Ab 1964 beteiligte er sich an regionalen und überregionalen Ausstellungen.
Wassiljew arbeitete mit Holz und führte die Traditionen der burjatischen Volkskunst fort. Sein Schüler war der burjatische Bildhauer Daschi Namdakow. Werke Wassiljews befinden sich in der Tretjakow-Galerie und in der Russischen Akademie der Künste in Moskau, im Sampilow-Kunstmuseum in Ulan-Ude, im Nationalen Kunstmuseum der Ukraine in Kiew, im Moskauer Allrussischen Wutschetitsch-Kunstproduktionskombinat (WChPK, seit 1993 Wuart-WChPO), im Kultur-Ministerium und in Privatsammlungen in Russland, Frankreich, den USA, Deutschland, Finnland und Japan.
Wassiljew wurde 1988 zum Korrespondierenden Mitglied der Akademie der Künste der UdSSR und 2007 zum Vollmitglied der Russischen Akademie der Künste gewählt.

## Ehrungen, Preise
- Komsomol-Preis der Burjatischen ASSR[2]
- Verdienter Künstler der Burjatischen ASSR (1973)[2]
- Preis der Burjatischen ASSR (1975, 1981)[1]
- Volkskünstler der Burjatischen ASSR (1979)
- Staatspreis der Burjatischen ASSR (1983)
- Verdienter Künstler der RSFSR (1986)[1][4]
- Goldmedaille der Union der Kunstschaffenden Russlands (TSChR) (2005)

## Werke (Auswahl)

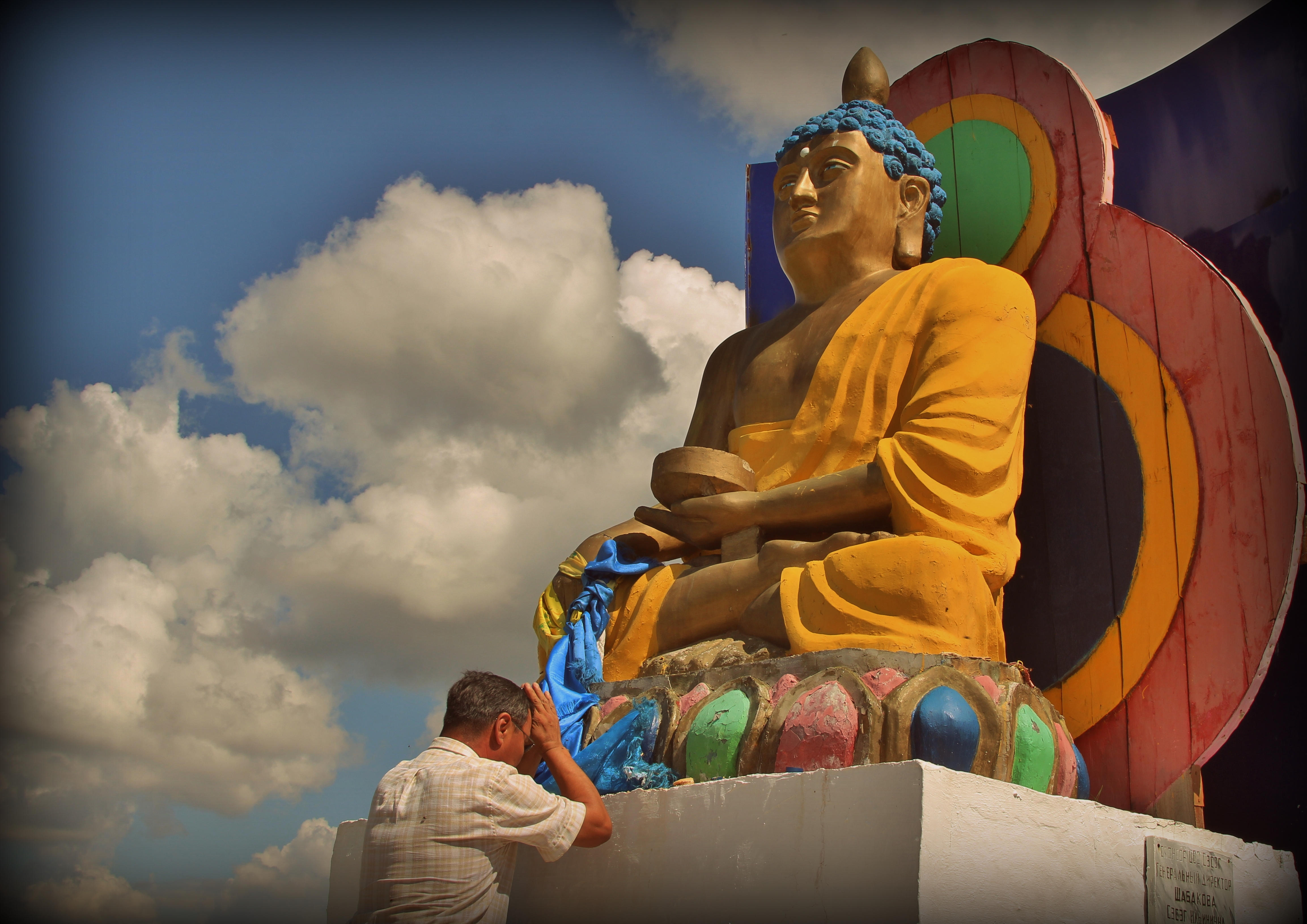
Buddha Shakyamuni, Rajon Dschidinski
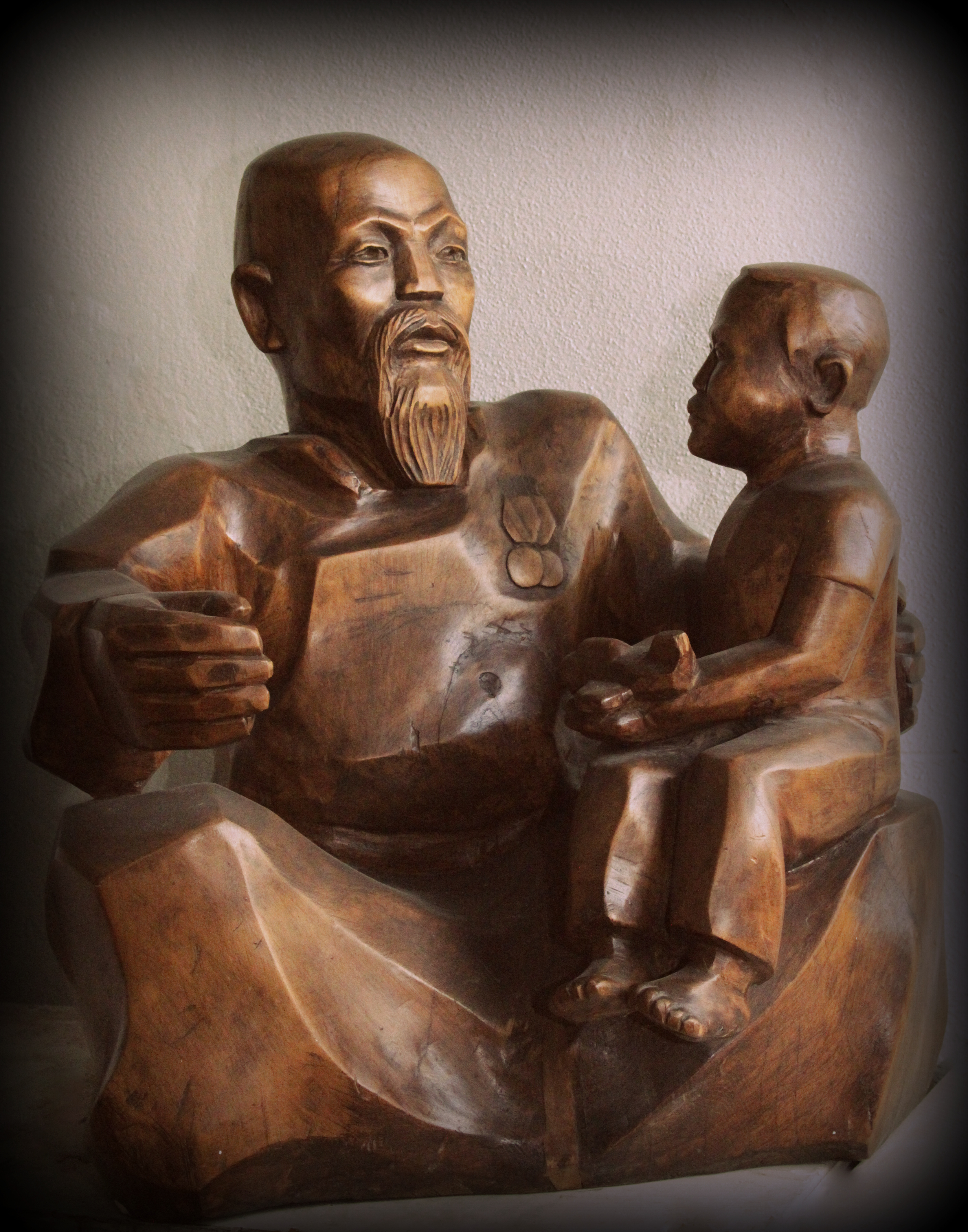
Großvater mit Enkel
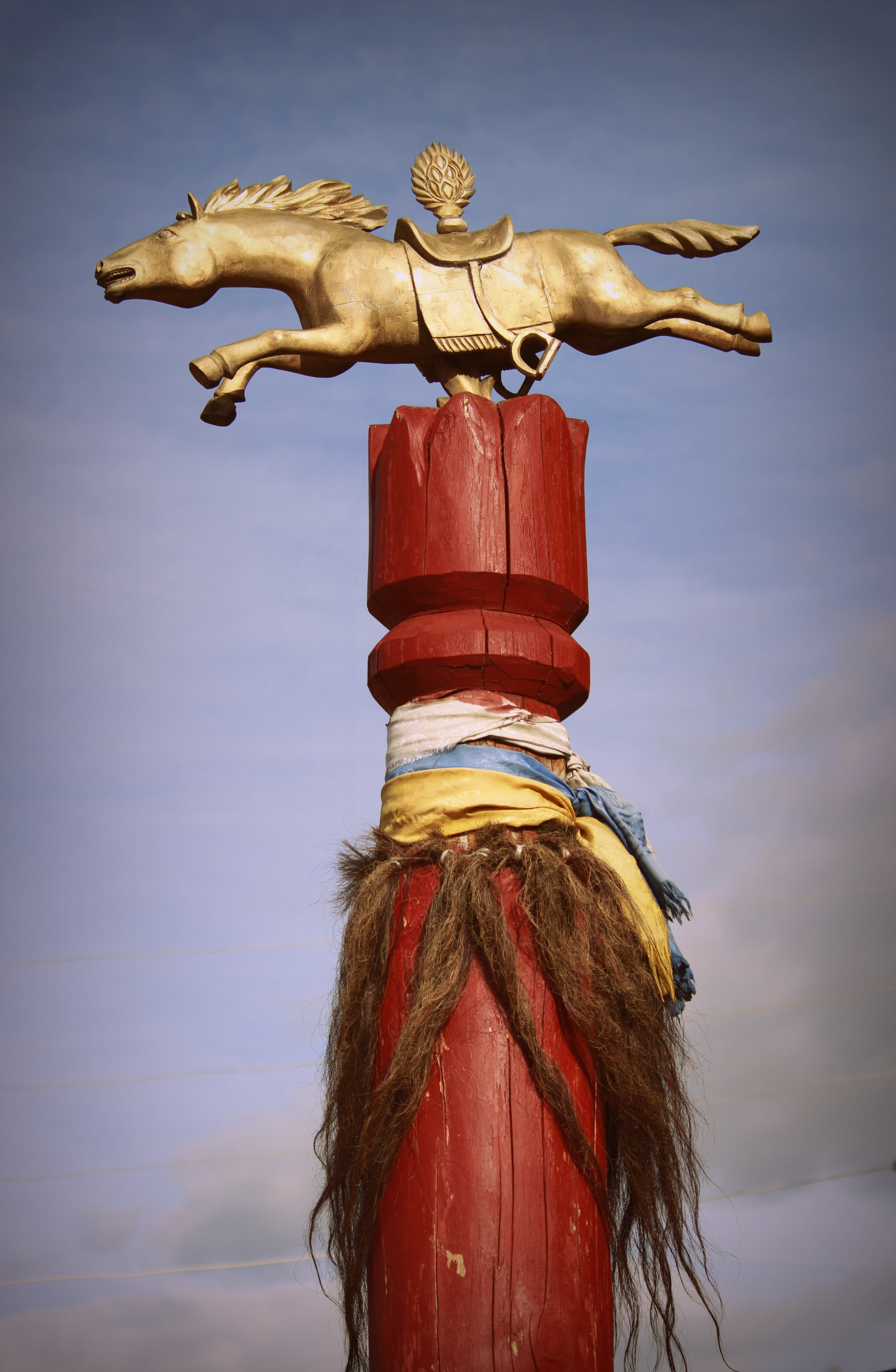
Serge (Pferdepfahl), Touristenzentrum Tengeri, Suchaja, Rajon Kabansk
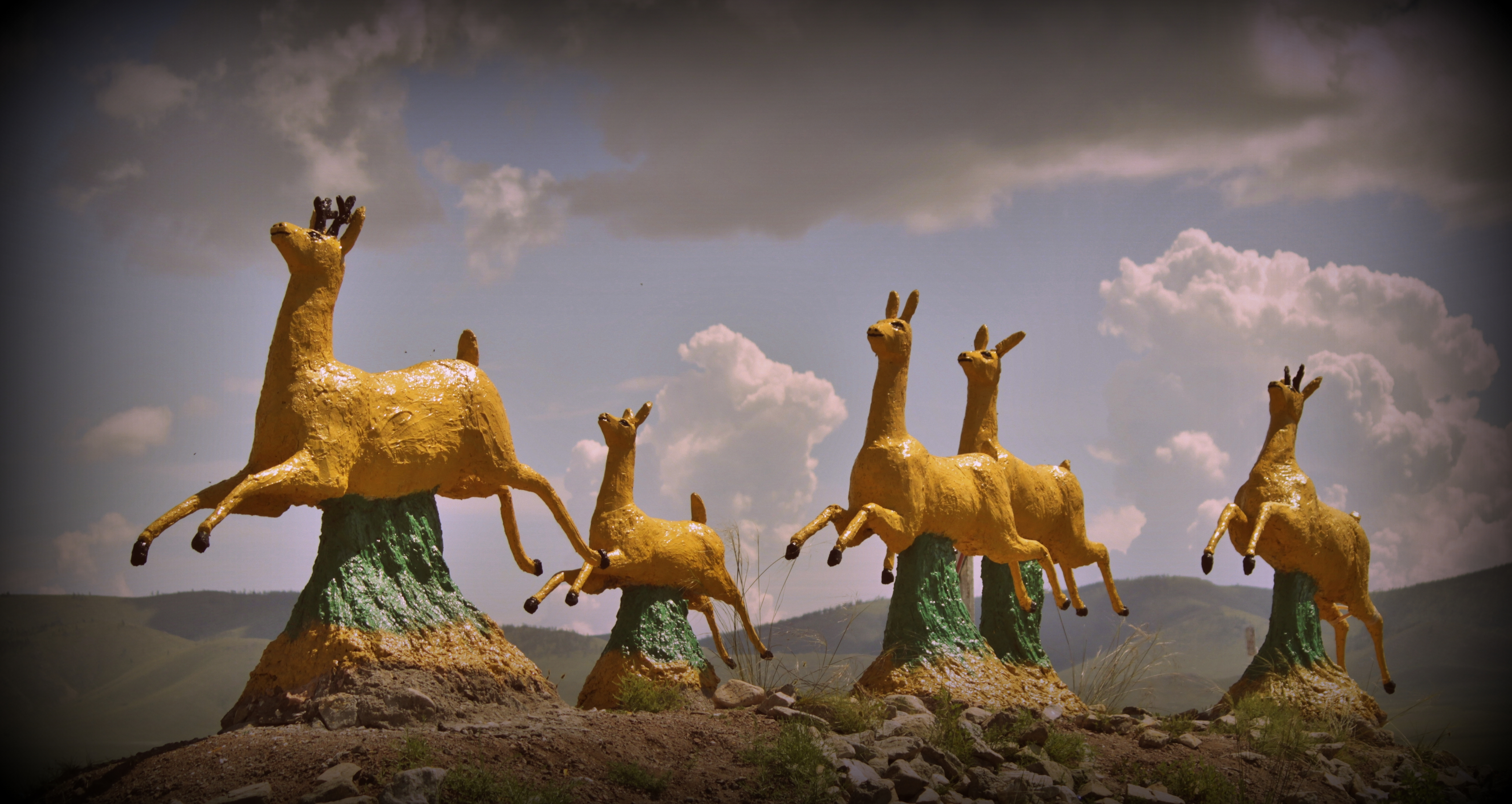
Damhirsche auf dem heiligen Berg Burin-Khan, Rajon Dschidinski
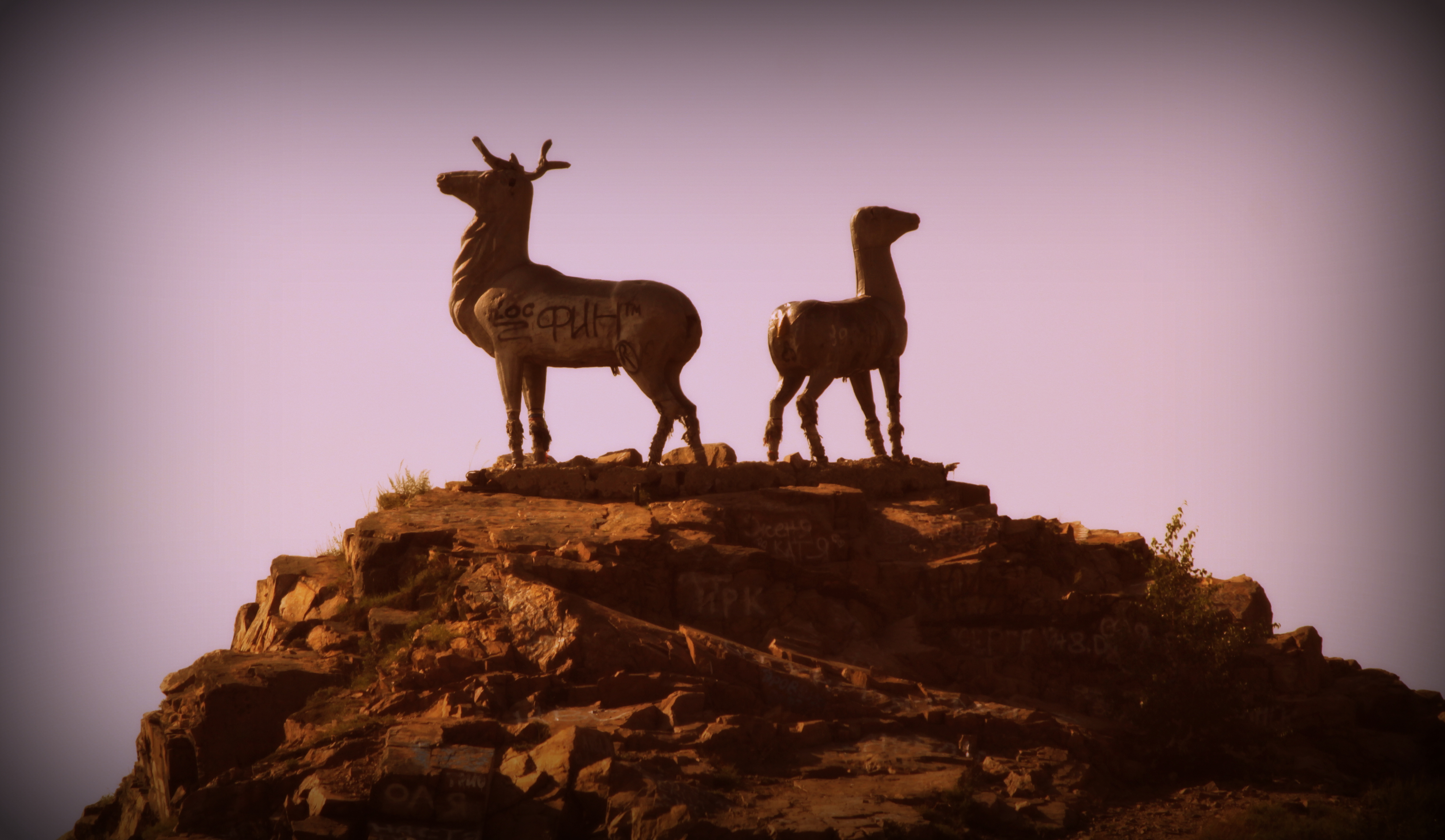
Hirsche, Rajon Iwolginsk
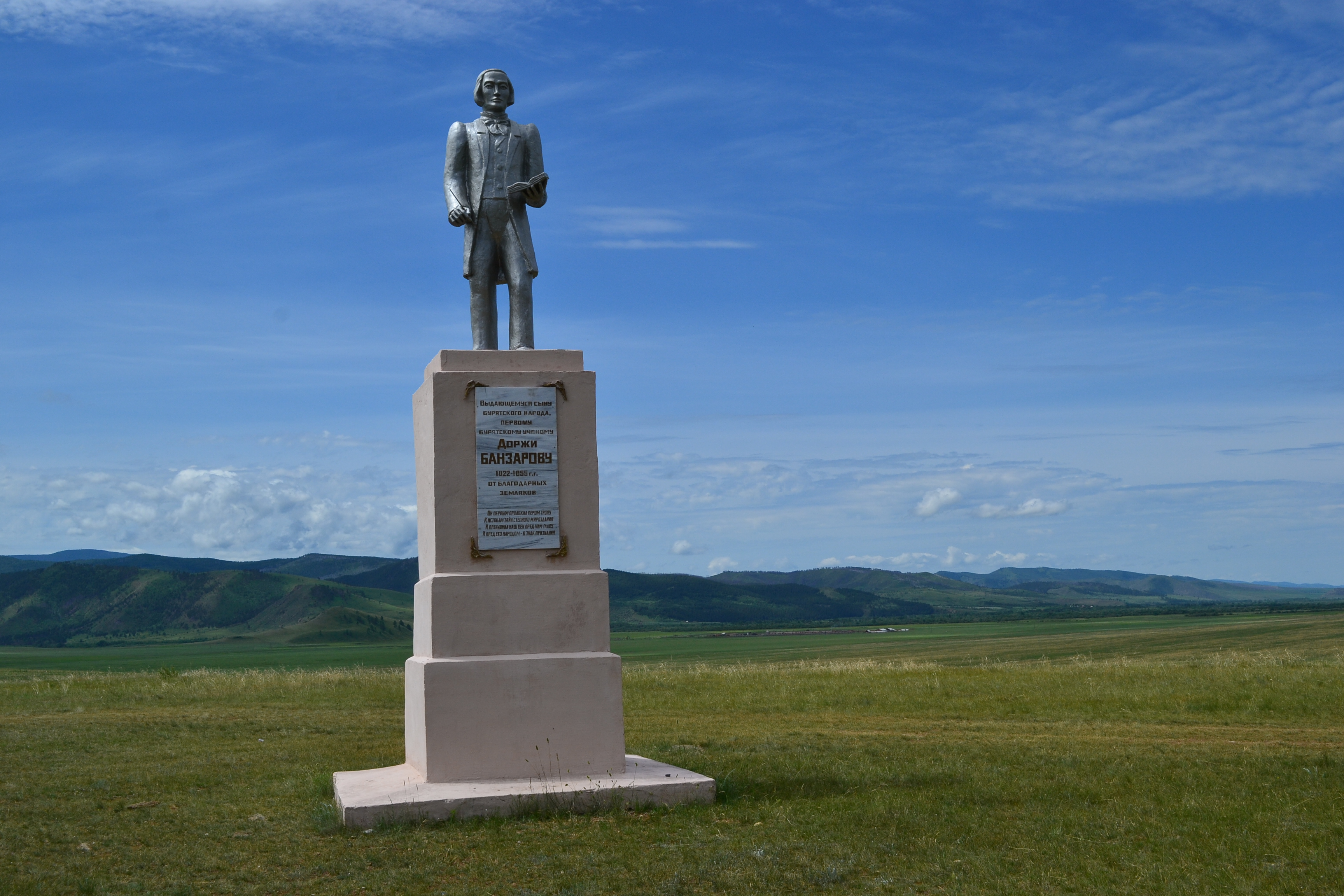
Bansarow-Denkmal am Familienlagerplatz, Rajon Dschidinski
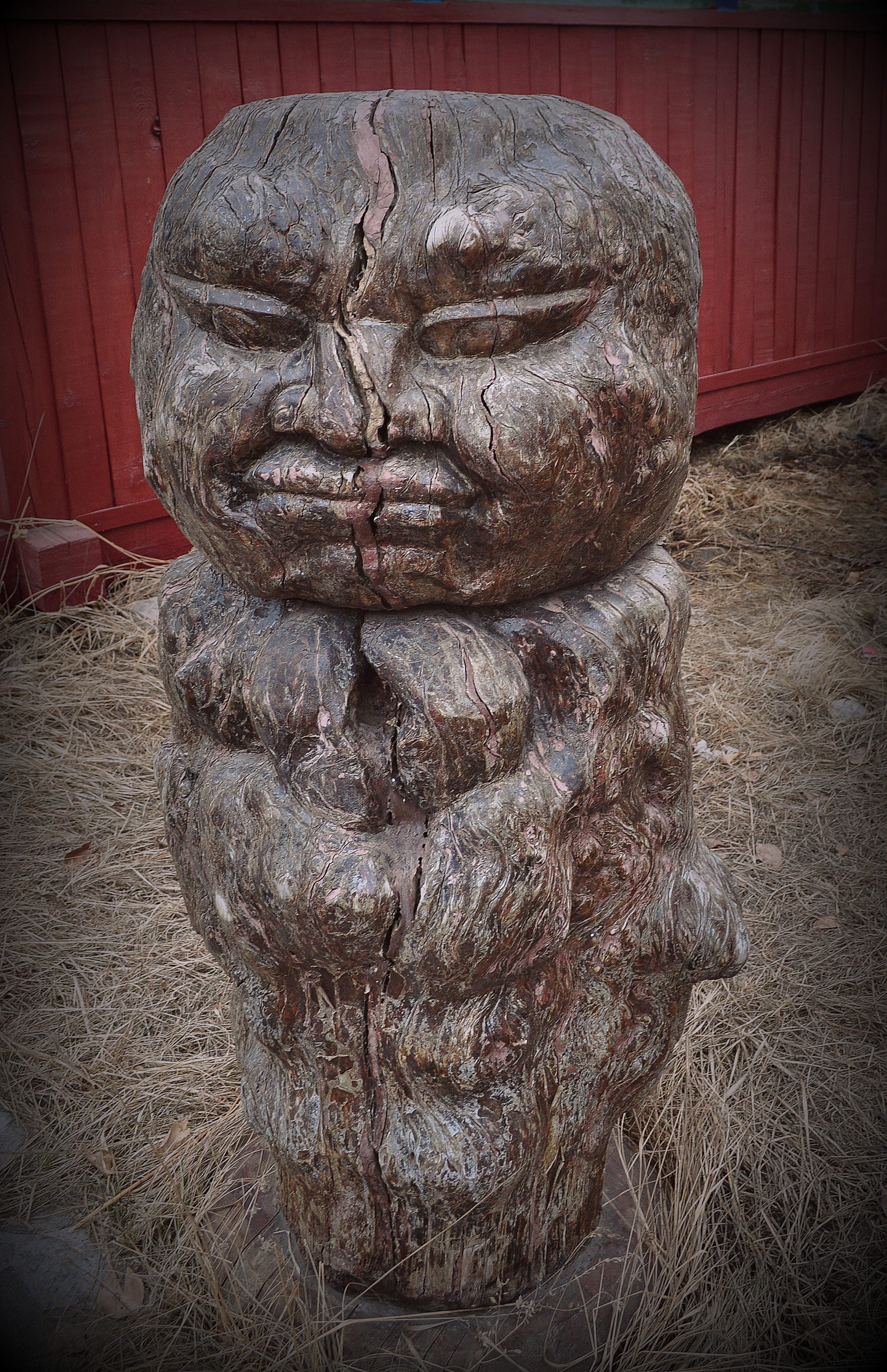
Herr der Taiga (1989), Jurtenkomplex Baatarai Urgoo, Ulan-Ude
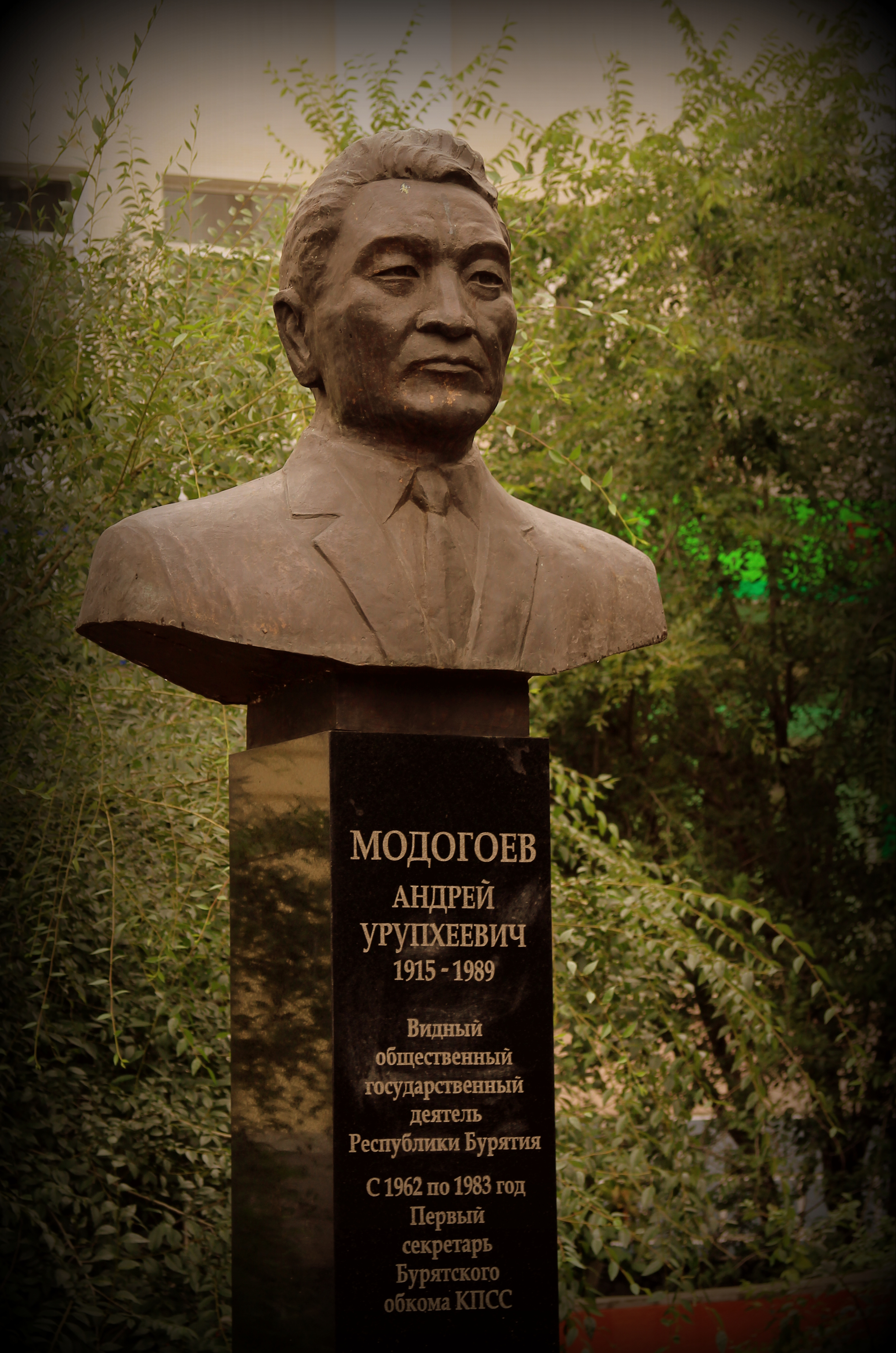
Modogojew-Denkmal (2004), Ulan-Ude
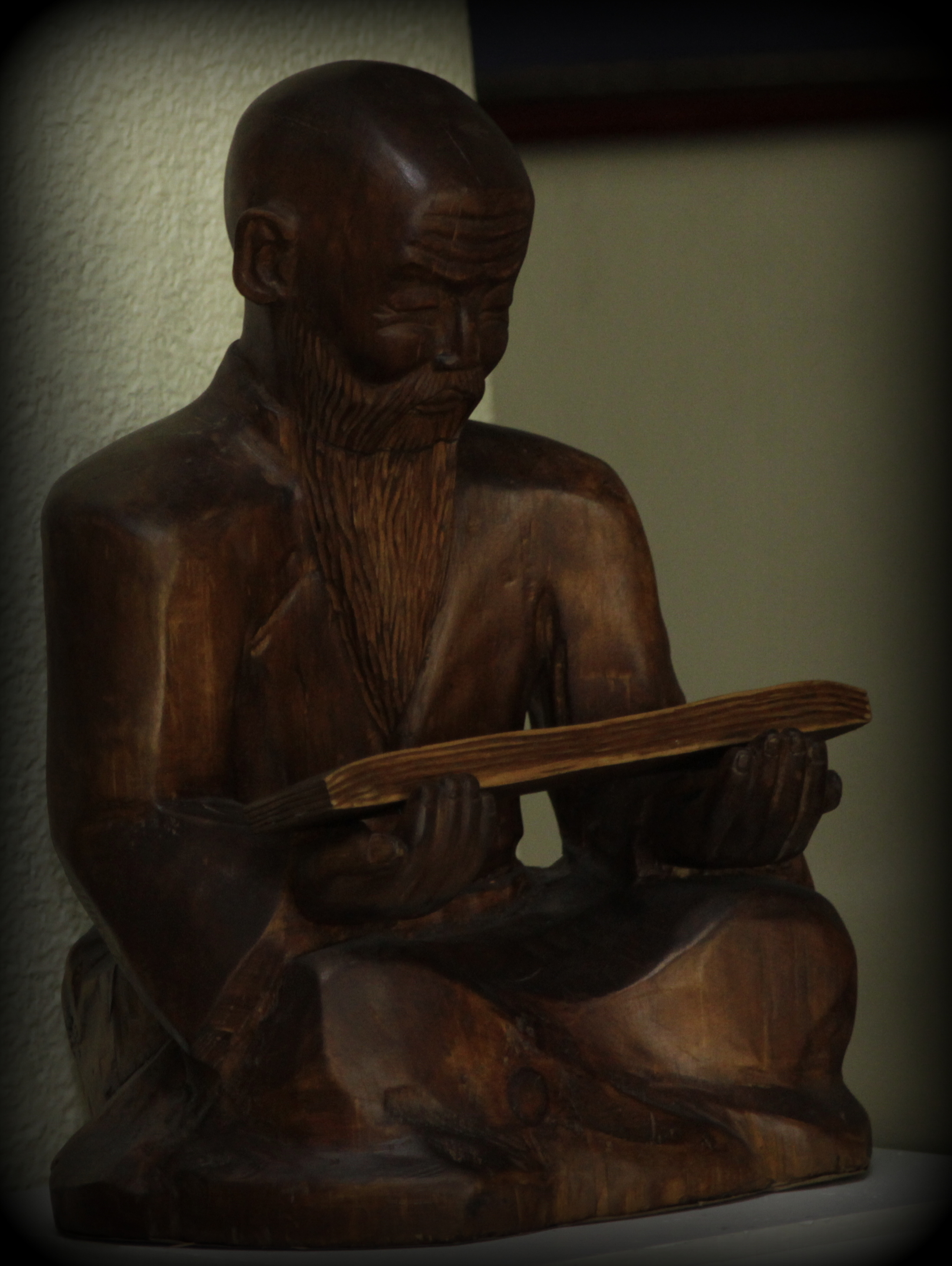
Betender Alter (2005), Sampilow-Kunstmuseum, Ulan-Ude
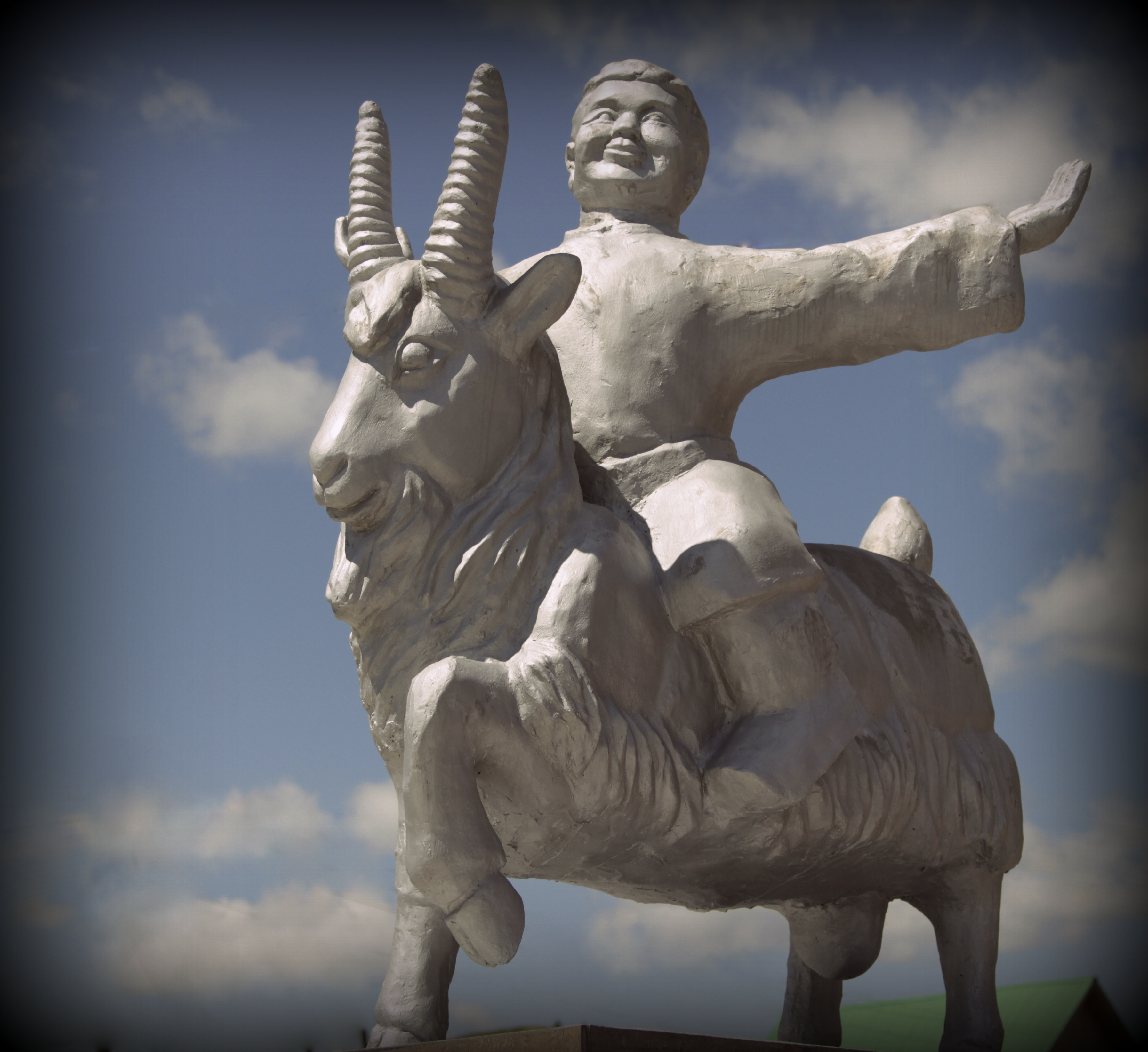
Der burjatische Eulenspiegel Budamschu (2008), Aginskoje